# Trưng cầu dân ý độc lập Comoros, 1974
Một cuộc trưng cầu dân ý độc lập được tổ chức tại Comoros vào ngày 22 tháng 12 năm 1974. Kết quả tổng thể là số phiếu ủng hộ độc lập là 94,57% và hầu hết phiếu phản đối được bỏ tại Mayotte, trên đảo này đa số phiếu ủng hộ duy trì quyền kiểm soát của Pháp. Trong khi đó, trên đảo Mohéli chỉ có 5 trong số 6.059 phiếu phản đối độc lập. Tỷ lệ tham gia trưng cầu dân ý là 93,3%.
Sau trưng cầu dân ý, Comoros tuyên bố độc lập vào ngày 6 tháng 7 năm 1975, riêng đảo Mayotte duy trì nằm dưới quyền kiểm soát của Pháp.

## Bối cảnh
Người Comoros giành được quyền tự trị vào năm 1961, và do công chúng hài lòng với dàn xếp mới này nên quần đảo không nằm trong quá trình phi thuộc địa hóa, khi hầu hết lãnh thổ của Pháp tại châu Phi giành độc lập trong thập niên 1960. Tuy nhiên, công chúng bắt đầu gia tăng ủng hộ độc lập trong đầu thập niên 1970, song riêng đảo Mayotte vẫn ủng hộ mạnh mẽ việc duy trì chủ quyền của Pháp.
Một hiệp định được ký kết vào ngày 15 tháng 1 năm 1973, cho phép quần đảo được độc lập trong vòng 5 năm sau một cuộc tham khảo ý kiến cùng cư dân. Chính phủ Pháp phê chuẩn hiệp định trong ngày 2 tháng 10, lựa chọn một cuộc trưng cầu dân ý duy nhất cho toàn thể thuộc địa thay vì một cuộc bỏ phiếu theo từng đảo. Việc phê chuẩn bị chỉ trích tại Mayotte, nhà lãnh đạo của Phong trào Nhân dân Mahoré phản đối độc lập trên đảo là Marcel Henry tuyên bố cư dân Mayotte có quyền tự quyết dựa theo điều 53 trong Hiến pháp Pháp, theo đó ly khai không thể diễn ra nếu không được cử tri tán thành.
Khi Quốc hội Pháp phê chuẩn hiệp định trong tháng 11 năm 1973, họ tiến hành một sửa đổi với nội dung yêu cầu Mayotte được trao quyền tự trị khu vực nếu quần đảo giành độc lập. Trong tháng 11 năm 1974, luật 74–965 được thông qua, yêu cầu tổ chức một cuộc trưng cầu dân ý tại Comoros trong vòng sáu tháng, song cũng cho phép một giai đoạn sáu tháng sau khi có kết quả để quyết định về phản ứng của Pháp.

## Kết quả
« souhaitez vous que le territoire des Comores deviennent indépendant ?»

Bạn có muốn lãnh thổ Comoros được độc lập?

| Đảo                               | Ủng hộ  | Ủng hộ | Phản đối | Phản đối | Phiếu không hợp lệ | Tổng số phiếu | Cử tri đăng ký | Tỷ lệ bỏ phiếu % |
| Đảo                               | Phiếu   | %      | Phiếu    | %        | Phiếu không hợp lệ | Tổng số phiếu | Cử tri đăng ký | Tỷ lệ bỏ phiếu % |
| --------------------------------- | ------- | ------ | -------- | -------- | ------------------ | ------------- | -------------- | ---------------- |
| Anjouan                           | 58.897  | 99.93  | 44       | 0,07     | 4                  | 58.945        | 61.406         | 95,99            |
| Grande Comore                     | 84.123  | 99,98  | 21       | 0,02     | 39                 | 84.183        | 89.215         | 94,36            |
| Mayotte                           | 5.110   | 36.78  | 8.783    | 63,22    | 84                 | 13.977        | 17.946         | 77,88            |
| Mohéli                            | 6.054   | 99,92  | 5        | 0,08     | 3                  | 6.062         | 6.351          | 95,45            |
| Total                             | 154.184 | 94,57  | 8.853    | 5,43     | 130                | 163.167       | 174.918        | 93,28            |
| Nguồn: African Elections Database |         |        |          |          |                    |               |                |                  |

## Hậu quả
Sau trưng cầu dân ý, Tổng thống Comoros Ahmed Abdallah tuyên bố rằng Viện Dân biểu sẽ soạn thảo một hiến pháp mới, và rằng độc lập sẽ được tuyên bố theo thỏa thuận với chính phủ Pháp. Kết quả tại Mayotte khiến chính phủ Pháp nỗ lực và thuyết phục những người đồng cấp Comoros rằng một hiến pháp mới nên cho phép quyền tự trị của đảo với phần còn lại của đất nước. Tuy nhiên, Abdallah phát biểu rằng ông phản đối một nhà nước liên bang. Ông bác bỏ một dự thảo hiến pháp trong ngày 11 tháng 4 năm 1975 trên cơ sở nó cho phép phân quyền quá nhiều.
Ngày 3 tháng 7 năm 1975, Quốc hội Pháp phê chuẩn một điều luật mới về độc lập của Comoros, trong điều hai viết rằng hiến pháp mới sẽ được từng đảo phê chuẩn. Nếu một đảo bác bỏ hiến pháp mới, một hiến pháp nữa phải được trình trong ba tháng. Nếu bất kỳ đảo nào bác bỏ dự thảo lần hai này, họ sẽ không phải bị lệ thuộc vào nó. Tuy nhiên, chính phủ Comoros bác bỏ điều luật của Pháp, Đảng Oudzima của Abdallah tuyên bố rằng "nhân dân Comoros phản đối sự can thiệp của Nghị viện Pháp trong các vấn đề nội bộ của nhà nước Comoros tương lai, lên án tất cả các thủ đoạn nhằm làm căng thẳng Comoros, và do đó bác bỏ các điều khoản của đạo luật ngày 30 tháng 6 năm 1975."
Ngày 6 tháng 7, Viện Dân biểu Comoros đơn phương tuyên bố độc lập của quần đảo Comoros. Chính phủ Pháp công nhận độc lập của Grande Comore, Anjouan và Mohéli vào ngày 31 tháng 12 năm 1975, song không đề cập đến Mayotte. Một cuộc trưng cầu dân ý thứ nhì được tổ chức sau đó tại Mayotte trong tháng 2 năm 1976 về duy trì là bộ phận của Comoros, đề xuất này bị trên 99% cử tri bác bỏ, cử tri đi bỏ phiếu được quan sát là 83,34%, và số cử tri đăng ký tăng lên 21.671.